# King (Automobilhersteller)
King war ein US-amerikanischer Hersteller von Automobilen.

## Unternehmensgeschichte
A. W. King war Maschinenführer in Chicago in Illinois. Außerdem begann er 1899 mit der Produktion von Automobilen. Der Markenname lautete King. Als er im November 1899 einen größeren Auftrag über sechs Fahrzeuge erhielt, mietete er zusätzliche Montagefläche bei George E. Lloyd & Company. 1900 endete die Produktion.
Es gab keine Verbindungen zur King Motor Vehicle Company und King Motor Car Company, die später den gleichen Markennamen verwendeten.

## Fahrzeuge
Die Fahrzeuge hatten einen Ottomotor. Sie waren als Runabout karosseriert.